# Muszkieterowie (serial telewizyjny)
Muszkieterowie (org. The Musketeers) – brytyjski serial telewizyjny emitowany od 19 grudnia 2014 roku do 1 sierpnia 2016 roku. Serial jest adaptacją powieści Trzej muszkieterowie Aleksandra Dumasa (ojca).

## Obsada
- Tom Burke – Atos
- Santiago Cabrera – Aramis
- Peter Capaldi – kardynał Richelieu
- Howard Charles – Portos
- Alexandra Dowling – królowa Anna
- Ryan Gage – król Ludwik XIII
- Tamla Kari – Konstancja Bonacieux
- Maimie McCoy – Milady de Winter
- Luke Pasqualino – D’Artagnan
- Marc Warren – de Rochefort[1]